# Proechimys gardneri
Proechimys gardneri es una especie de roedor de la familia Echimyidae.

## Distribución geográfica
Se encuentra en Bolivia y Brasil.